# John Emmons
John Thomas Emmons (* 17. August 1974 in San José, Kalifornien) ist ein ehemaliger US-amerikanischer Eishockeyspieler, der im Verlauf seiner aktiven Karriere zwischen 1992 und 2003 unter anderem 85 Spiele für die  Ottawa Senators, Tampa Bay Lightning und Boston Bruins in der National Hockey League (NHL) auf der Position des Centers bestritten hat. Zudem absolvierte Emmons eine Spielzeit bei den Eisbären Berlin in der Deutschen Eishockey Liga (DEL).

## Karriere
Emmons besuchte nach seiner Zeit an der High School im Bundesstaat Connecticut zwischen 1992 und 1996 die renommierte Yale University, wo der Stürmer parallel zu seinem Studium zwischen für die Eishockey-Universitätsmannschaft spielte. Mit den Bulldogs lief der gebürtige Kalifornier in der ECAC Hockey, einer Division im Spielbetrieb der National Collegiate Athletic Association (NCAA), auf. Währenddessen wurde Emmons nach seinem Rookiejahr im NHL Entry Draft 1993 in der sechsten Runde an 122. Stelle von den Calgary Flames aus der National Hockey League (NHL) ausgewählt.
Die Flames nahmen den Angreifer nach der Beendigung seines Studiums jedoch nicht unter Vertrag, sodass er versuchte, sich über die Minor Leagues für die NHL zu empfehlen. Zunächst verbrachte er das Spieljahr 1996/97 bei den Dayton Bombers in der East Coast Hockey League (ECHL). Nachdem Emmons dort mit 57 Scorerpunkten in 69 Spielen überzeugt hatte, erhielt er zur folgenden Saison ein Angebot von Daytons höherklassigem Kooperationspartner aus der International Hockey League (IHL), den Michigan K-Wings. Dort erarbeitete sich der US-Amerikaner schließlich einen Vertrag bei den Ottawa Senators aus der NHL, die ihn im August 1998 als Free Agent unter Vertrag nahmen. Zunächst verbrachte Emmons die Saison 1998/99 weiterhin in der IHL bei den Detroit Vipers. Den Großteil der Millenniumsspielzeit 1999/2000 absolvierte er in Diensten von Ottawas neuem Farmteam, den Grand Rapids Griffins, kam aber auch für die Senators selbst zu seinen ersten zehn NHL-Spielen. Die Saison 2000/01 verbrachte Emmons hauptsächlich bei den Ottawa Senators, ehe er im März 2001 im Tausch für Craig Millar an die Tampa Bay Lightning abgegeben wurde. Für Tampa stand er im restlichen Saisonverlauf in zwölf Spielen auf dem Eis, erhielt darüber hinaus aber keine Vertragsverlängerung angeboten.
Wenige Tage vor seinem 27. Geburtstag wurde Emmons im August 2001 – abermals als Free Agent – für eine Spielzeit von den Boston Bruins verpflichtet. In der Saison 2001/02 pendelte der Mittelstürmer zwischen dem NHL-Kader Bostons und dem des AHL-Farmteams Providence Bruins. Nach dem Spieljahr fand er jedoch keinen neuen Arbeitgeber in Nordamerika, woraufhin er im November 2002 seine Karriere auf dem europäischen Kontinent fortsetzte. Dort unterzeichnete er einen Vertrag bei den Eisbären Berlin aus der Deutschen Eishockey Liga (DEL). Für den Hauptstadtklub absolvierte Emmons 39 Partien, ehe er seine Karriere im Sommer 2003 beendete.

### International
Für sein Heimatland nahm Emmons mit der U20-Nationalmannschaft der Vereinigten Staaten an der Junioren-Weltmeisterschaften der Jahre 1993 in Schweden und 1994 in Tschechien teil. Beide Turniere schlossen die US-Amerikaner außerhalb der Medaillenränge ab. Nachdem der Stürmer bei seinem ersten WM-Turnier in sieben Partien punktlos geblieben war, sammelte Emmons im folgenden Jahr in ebenso vielen Spielen insgesamt sechs Scorerpunkte. Darunter befanden sich drei Tore.

## Karrierestatistik

### International
Vertrat die USA bei:
- Junioren-Weltmeisterschaft 1993
- Junioren-Weltmeisterschaft 1994

(Legende zur Spielerstatistik: Sp oder GP = absolvierte Spiele; T oder G = erzielte Tore; V oder A = erzielte Assists; Pkt oder Pts = erzielte Scorerpunkte; SM oder PIM = erhaltene Strafminuten; +/− = Plus/Minus-Bilanz; PP = erzielte Überzahltore; SH = erzielte Unterzahltore; GW = erzielte Siegtore; 1 Play-downs/Relegation; Kursiv: Statistik nicht vollständig)